# Gardanne
Gardanne  é uma comuna francesa na região administrativa da Provença-Alpes-Costa Azul, no departamento de Bouches-du-Rhône. Estende-se por uma área de 27,02  km². Em 2010 a comuna tinha 21 714 habitantes (densidade: 803,6 hab./km²).